# シエラレオネ (1961年-1971年)

シエラレオネ自治領
Dominion of Sierra Leone

国歌: High We Exalt Thee, Realm of the Free（英語）
高く我らは汝、自由の国を賞賛する

シエラレオネ自治領（シエラレオネじちりょう、英語: Dominion of Sierra Leone）は、かつて現在のシエラレオネに存在した、イギリス連邦内の自治領である。
1961年に、独立法に基づきイギリスによる植民地統治は終了し、イギリス連邦内の自治領として独立した。イギリスの君主であるエリザベス2世がシエラレオネ女王として国家元首の座に君臨し、引き続き立憲君主制国家となった。1971年に、シエラレオネ共和国として独立し、大統領にはかつて首相を務めたシアカ・スティーブンスが就任した。